# يوجي يابو
يوجي يابو (باليابانية: 養父 雄仁) (24 مايو 1984 في كاناغاوا في اليابان – )؛ هو لاعب كرة قدم ياباني سابق كان يلعب كلاعب وسط.

## وصلات خارجية
- يوجي يابو على موقع رابطة كرة القدم اليابانية للمحترفين (اليابانية)
- يوجي يابو على موقع قاعدة بيانات كرة القدم.إي يو (الإنجليزية)
- يوجي يابو على موقع Soccerway.com (الإنجليزية)
- يوجي يابو على موقع عالم كرة القدم.نت (الإنجليزية)
- يوجي يابو على موقع كووورة